# Friedrich Albert Lange

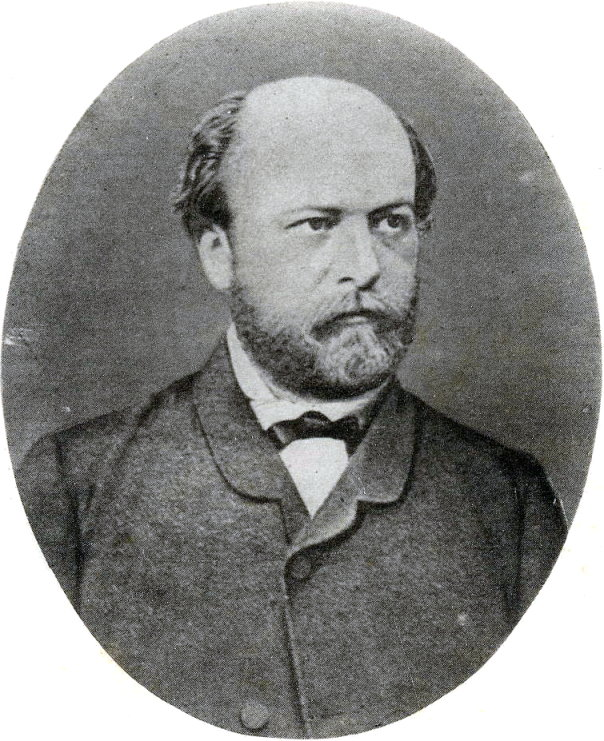
Friedrich Albert Lange

Friedrich Albert Lange, född 28 september 1828 i Wald (numera en stadsdel i Solingen), död 21 november 1875 i Marburg, var en tysk filosof och sociolog, en av nykantianismens grundläggare. Han var son till teologen Johann Peter Lange.

## Biografi
Lange tillbringade sin första ungdom i Zürich och rönte inflytande av den schweiziska frihetsandan. År 1855 blev han privatdocent i filosofi i Bonn samt var 1858–62 gymnasielärare i Duisburg och sedermera sekreterare vid handelskammaren där, under det att han deltog i oppositionen mot Otto von Bismarcks inrikespolitik och de tyska arbetarföreningarnas organisationssträvanden. Ett led i detta utgjorde hans märkliga skrift Die Arbeiterfrage (1865, femte upplagan 1894), i vilken han sätter den sociala frågan i samband med evolutionen, nämligen på så sätt, att han ser människans högre bestämmelse i ett personligt bekämpande av den "kamp för tillvaron", till vilken de naturliga drifterna ensamma skulle leda henne. Hans filosofiska huvudarbete är Geschichte des Materialismus (1866; sjunde upplagan i två band, 1902), som räknas som ett av den tyska filosofins klassiska arbeten, och nästan samtidigt utgav han en ny skrift i den sociala frågan, John Stuart Mills Ansichten über die soziale Frage und die angebliche Umwälzung der Sozialwissenschaft durch Carey (1866). Men i Duisburg blev han alltmer isolerad och förföljd av pressprocesser, varför han 1866 flyttade till Winterthur som delägare i tidningen "Landboten". År 1870 utnämndes han till professor i Zürich och 1872 i Marburg. Postumt utkom hans Logische Studien (1877; andra upplagan 1894).

## Kritik av materialismen
Langes verk gällande materialismen är inte bara en historisk framställning, utan även en kritik, såsom anges genom undertiteln: "Kritik seiner Bedeutung in der Gegenwart" eller ungefär "kritik av dess betydelse i våra dagar". Det är genom att fullt genomföra materialismen som han försöker uppvisa dess otillräcklighet som universell princip, trots att han förfäktar dess oumbärlighet som naturvetenskaplig förklaringsmetod. Vid medvetandet måste emellertid materialismen göra halt, liksom det å andra sidan är oberättigat att i den kroppsliga processen införa några som helst psykiska element, som skulle rubba den obrutna mekaniska kedjan av orsak och verkan. Ytterst är dock även det kroppsliga vårt medvetandes innehåll och dess lagar medvetandets former. Härvid ansluter han sig till Immanuel Kants formella idealism. Metafysiken betecknar han som "begreppsdiktning" utan allt vetenskapligt värde, men dess idéer tillerkänner han ett härav oberoende moraliskt värde. Först genom att den spekulativa fantasin bygger börats idealvärld över den sinnliga erfarenheten kan det hela sammanslutas till en livsåskådning, som tillfredsställer våra djupaste andliga behov, och därvid tillmäter han religionens symboler en oumbärlig betydelse, trots att han ej erkänner deras dogmer som teoretiska lärosatser.